# گرگ‌ومیش (فیلم ۱۹۹۸)
گرگ‌ومیش (انگلیسی: Twilight) فیلمی آمریکایی در سبک نئو نوآر، مهیج، درام و جنایی به کارگردانی رابرت بنتون است که در سال ۱۹۹۸ منتشر شد.

## خلاصه داستان
کارآگاه خصوصی به نام «هری راس» به‌طور اتفاقی توسط «مل ایمس» هفده ساله در جریان بازگرداندن او به خانه مورد اصابت گلوله قرار می‌گیرد. دو سال از ماجرا گذشته و «راس» در آپارتمان املاک «جک» و «کاترین» خانواده «مل» زندگی می‌کند. «جک» که مبتلا به سرطان است نمی‌داند او عاشق «کاترین» شده است و…

## بازیگران
- پل نیومن
- سوزان ساراندون
- جین هکمن
- ریس ویترسپون
- استوکارد چنینگ
- جیمز گارنر
- جیانکارلو اسپوزیتو
- لیو شریبر
- مارگو مارتیندال
- جان اسپنسر
- ام امت والش
- آوریل گریس
- کلینت هاوارد
- جیسون کلارک